# Девід Александер Вулф

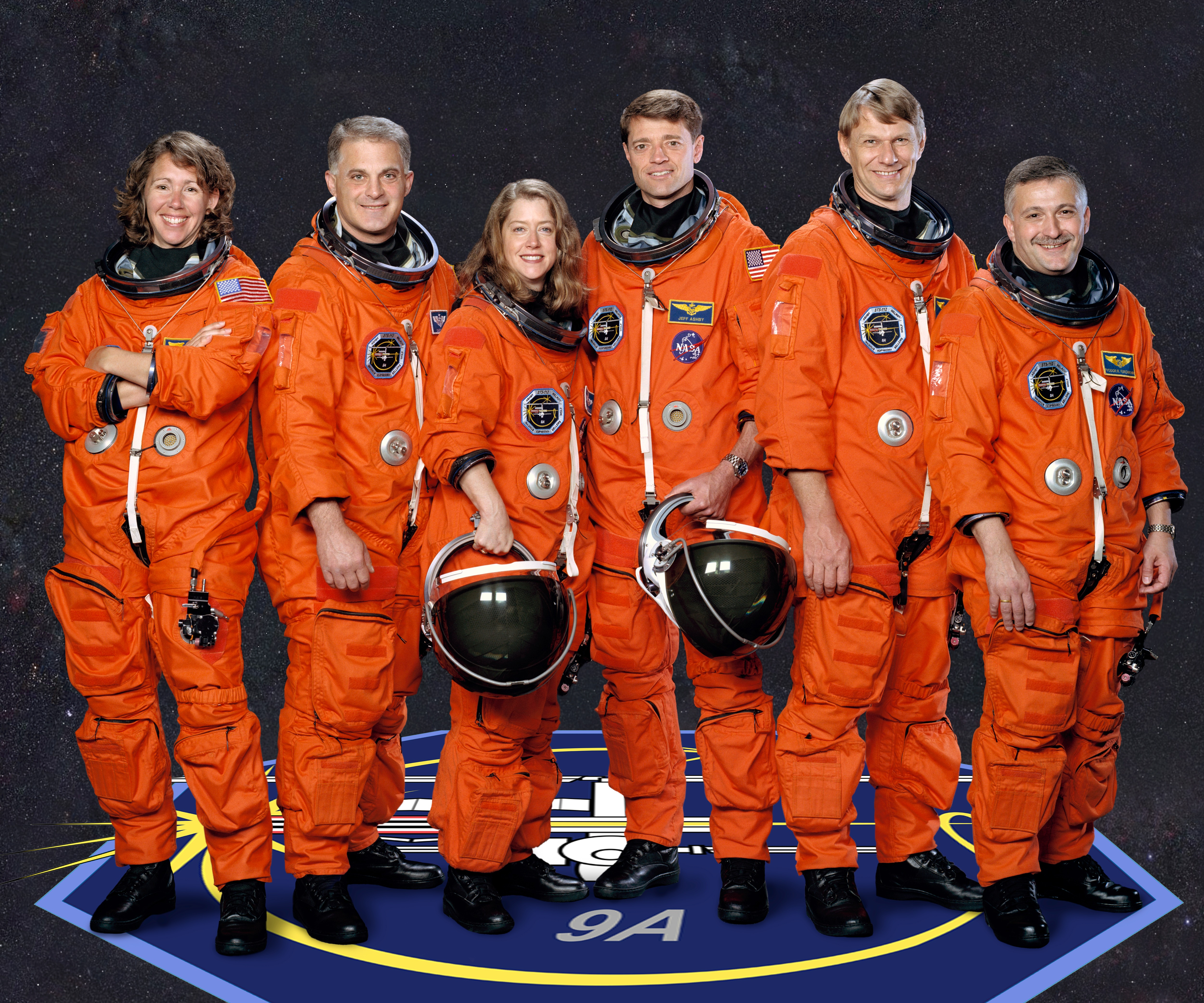
Екіпаж STS-112: (зліва направо): Магнус, Вулф, Мелрой, Ешбі, Селлерс, Юрчихин

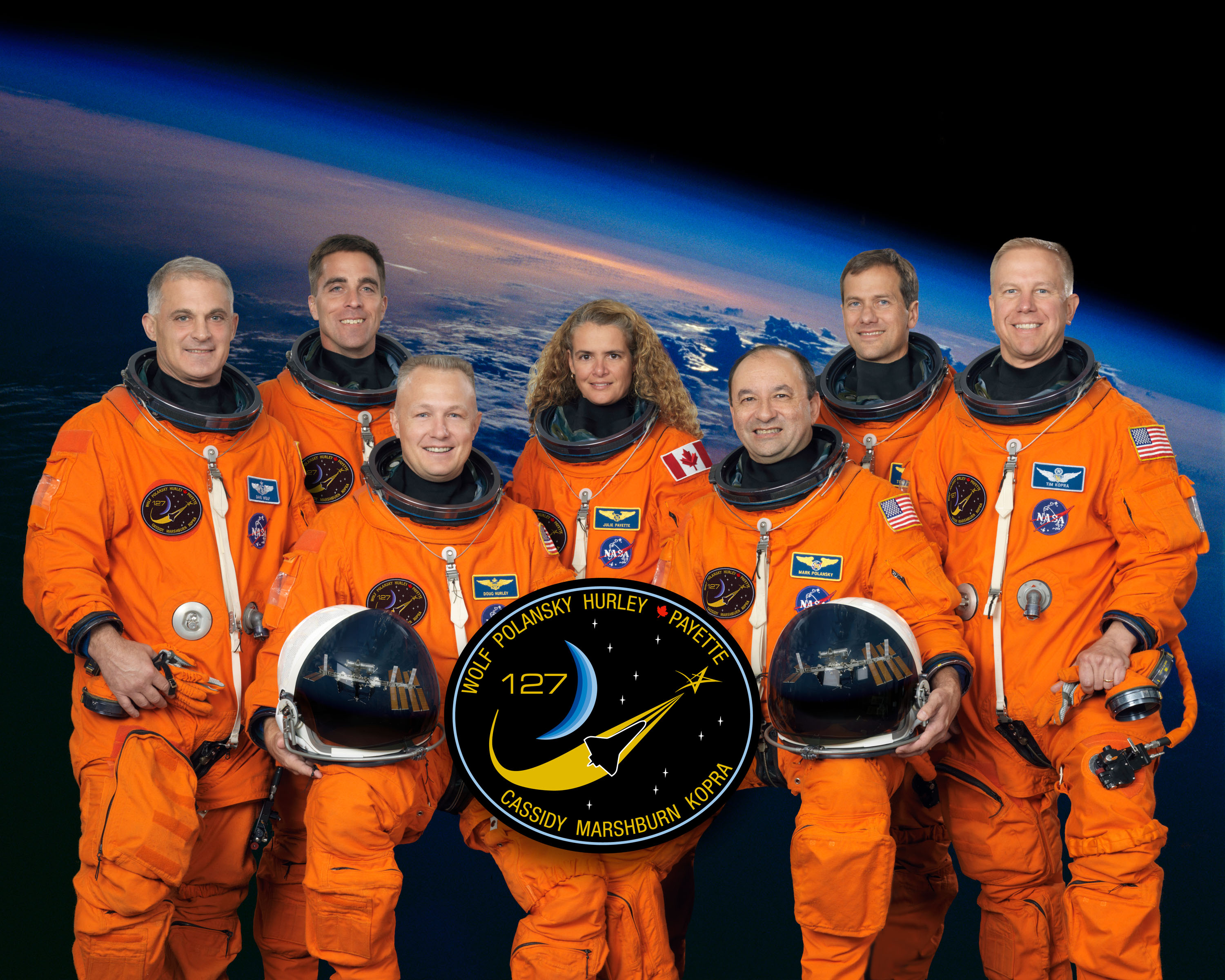
Екіпаж STD-127:Зліва направо: Вулф, Кессіді, Херлі, Пайетт, Поланскі, Маршберн, Копра

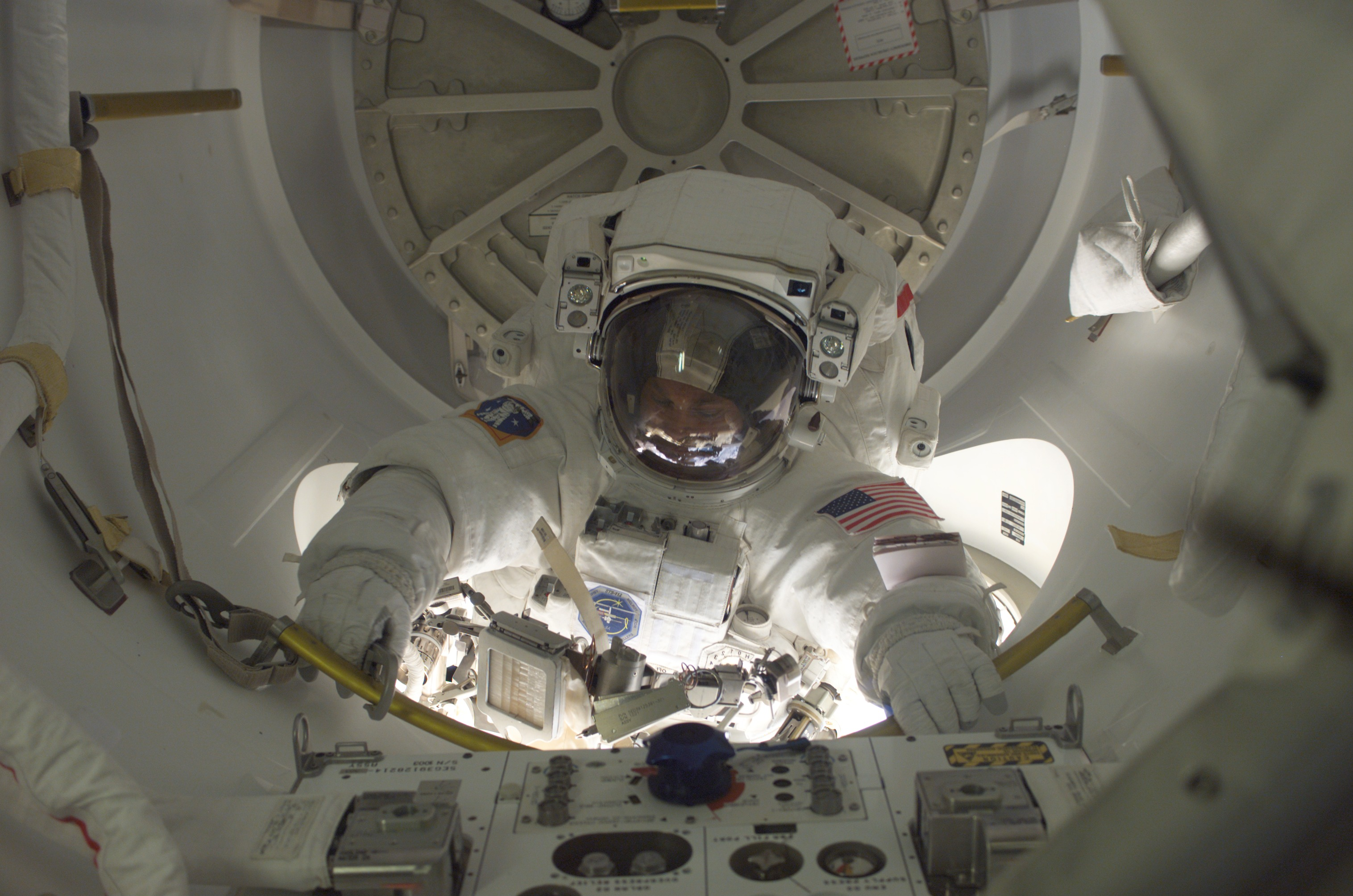
STS-112: Вулф виходить у відкритий космос.

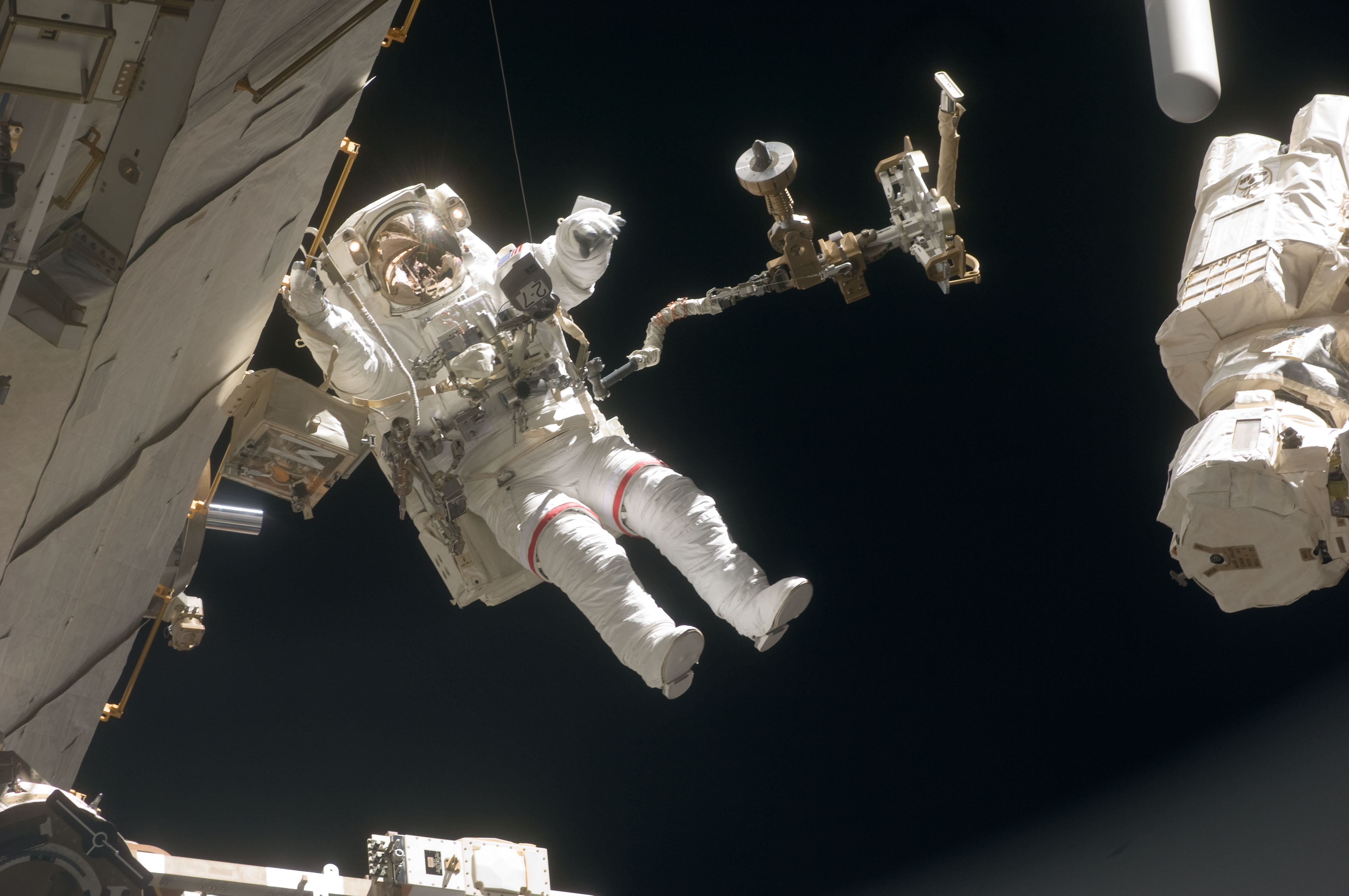
STS-127: робота в космосі.

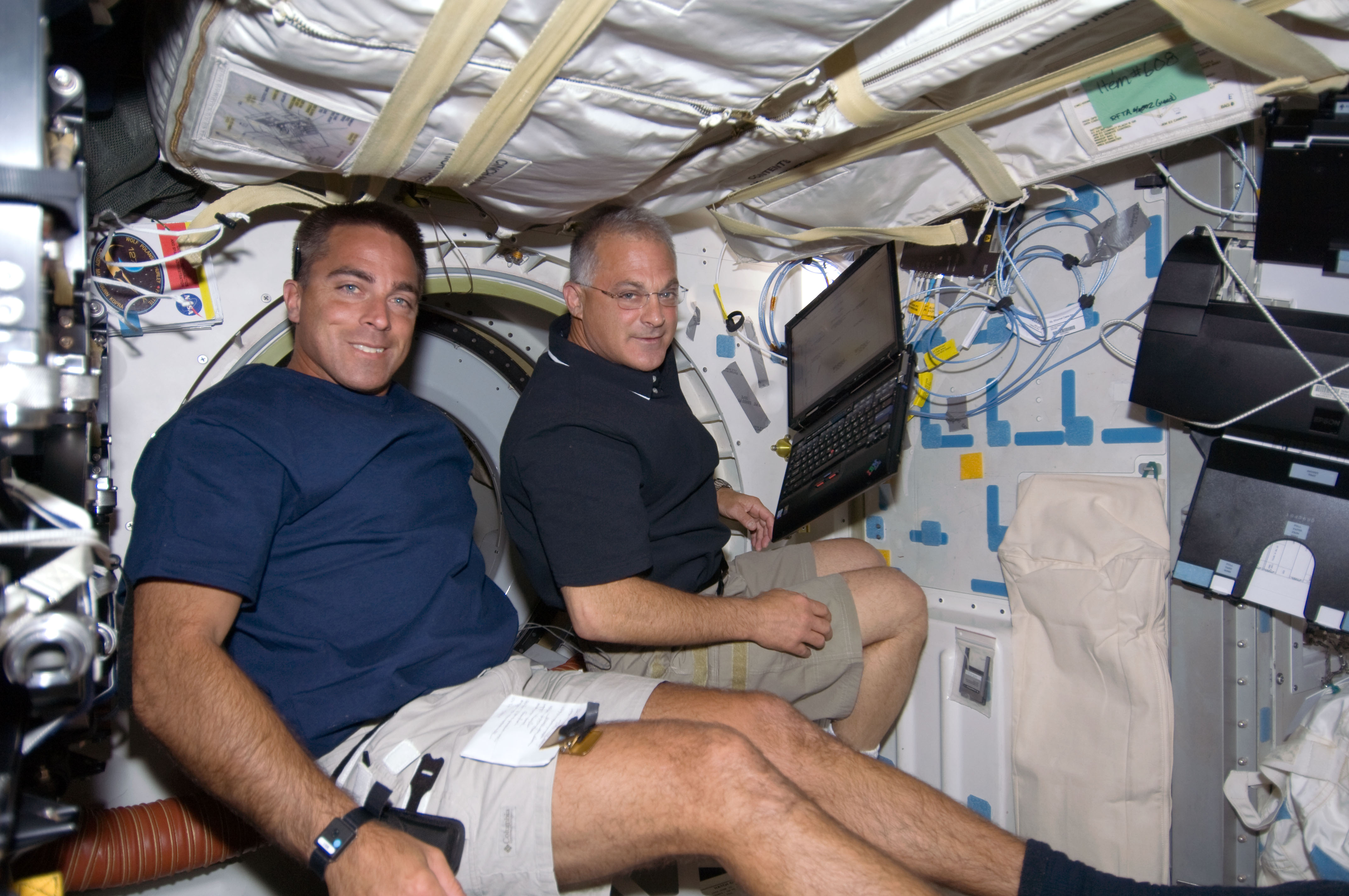
STS-127: Вулф праворуч.

Девід Александер Вулф, (англ. David Alexander 'Bluto' Wolf; род. 1956) — астронавт НАСА. Здійснив чотири космічні польоти на шаттлах: STS-58 (1993, «Колумбія»), STS-86 (1997, «Атлантіс»), STS-112 (2002, «Атлантіс») і STS-127 (2009, «Індевор»), здійснив сім виходів у відкритий космос, лікар
.

## Особисті дані та освіта
Девід Вулф народився 23 серпня 1956 в місті Індіанаполіс, штат Індіана, де 1974 року закінчив середню школу. У 1978 році отримав ступінь бакалавра в області електротехніки, Університет імені Пердью, штат Індіана. У 1982 році отримав звання доктора наук в області медицини, Університет Індіани. У 1983 році завершив свою медичну практику у Шпиталі Індіанаполіса, штат Індіана, і був направлений в ВПС США польотним хірургом для первинного навчання на авіабазу «Брукс», в Сан-Антоніо, штат Техас. У 1983 році був направлений в Космічний Центр імені Джонсона, в Х'юстоні, штат Техас і став займатися вивченням впливу мікрогравітації на фізіологію людини.
Він захоплюється польотами вищого пілотажу, підводним плаванням, гандболом, бігом, і катанням на водних лижах. Одружений з Теммі Краузе. Його батьки, Гаррі і Дороті Вулф, проживають в Індіанаполісі.

## До НАСА
Девід Вулф почав свою кар'єру в НАСА у медичному відділі Космічного Центру імені Джонсона, Х'юстон, штат Техас. Він був відповідальним за бортове обладнання шатлів, зокрема, за роботу на орбіті ехокардіографів, для дослідження серцево-судинної системи та фізіології в умовах мікрогравітації. Після налагодження цього обладнання, був призначений головним інженером з проектування медичного блоку на космічній станції, відповідав за питання: визначення вимог до проектованих медичних систем, їх синхронізації з системами корабля, складання та витримування графіка робіт проекту, функціональної безпеки і тестування апаратури, і бюджетні питання. Має загальний наліт понад 2000 годин на літаках різних типів.

## Підготовка до космічних польотів
Брав участь в 10-му наборі астронавтів. У січні 1990 був зарахований до загону НАСА в складі тринадцятого набору, кандидатом у астронавти. Став проходити навчання за курсом загальнокосмічної підготовки (ЗКП). По закінченні курсу, в липні 1991 року отримав кваліфікацію «фахівець польоту» і призначення в Офіс астронавтів НАСА. Він був розподілений в Космічний Центр імені Кеннеді, штат Флорида, де брав участь у медичній обробці шатлів і тестуванні апаратури, а також оператором зв'язку з екіпажами. Він є експертом з модернізації скафандрів для робіт у відкритому космосі, а також послідовністі робіт під час ВКД. Він займався операціями з роботизованою системою маніпулятора, консультував екіпажі на орбіті з ремонту різних систем і комп'ютерних мереж. У 1996–1997 роках, під час підготовки до тривалого польоту на орбітальну станцію «Мир», жив і тренувався в Зоряному містечку, у Росії — РГНІІ, Центр підготовки космонавтів (ЦПК) імені Ю. О. Гагаріна. Так як навчання відбувалося російською мовою, Вулф опанував нею досконало.

## Польоти в космос
- Перший політ — STS-58, шаттл «Колумбія». З 18 жовтня по 1 листопада 1993 як «фахівець польоту». Основна мета польоту — проведення різних медико-біологічних експериментів. Дослідження проводились в лабораторному модулі «Спейслеб» у вантажному відсіку шаттла. Тривалість польоту склала 14 діб 0 годин 13 хвилин.[2].
- Другий політ — STS-86. Старт 26 вересня 1997 як «фахівець польоту» на шатлі «Атлантіс». Після стикування з орбітальною станцією «Мир», став бортінженером 24-ї основної тривалої експедиції. Він провів ряд експериментів і досліджень, в основному дослідження впливу мікрогравітації на фізіологію людини. Під час його перебування на станції сталося кілька серйозних відмов різних систем: системи життєзабезпечення (неконтрольоване підвищення вологості), тричі — системи управління, втрата орієнтації, відмова головного комп'ютера. Надзвичайна ситуація сталася при виході у відкритий космос в російській скафандрі «Орлан» — через відмову шлюзового люка. Спілкування під час всього польоту відбувалося виключно російською мовою. Вулф став першим американським виборцем, який, беручи участь у місцевих виборах (1997 року), проголосував з космосу. Під час польоту виконав один вихід у відкритий космос: 14 січня 1998 року — тривалістю 3 години 52 хвилини. Приземлення 31 січня 1998 на STS-89, шаттл « Індевор». Тривалість польоту склала 127 діб 20 годин 2 хвилини[3].
- Третій політ — STS-112, шатлі «Атлантіс».[4], З 7 по 18 жовтня 2002 року як «фахівець польоту». Мета польоту — доставка на Міжнародну космічну станцію (МКС) секції S1 Основної ферми, наукової апаратури і вантажів. Під час польоту виконав три виходи у відкритий космос: 10 жовтня 2002 року — тривалістю 7 годин 1 хвилину, астронавти підключали шини живлення і даних (фермові конструкції) секції S1 до секції S0, зняли стартові кріплення балки радіатора і візки CETA-A, розгорнули антени S-діапазону SASA.  12 жовтня 2002 — 6:00 4 хвилини, була проведена установка пристроїв SPD на гідрораз'емах QD, стиковка гідромагістралей, провідних до баків аміаку на секції S1, продовжили зняття стартових кріплень балки радіатора і візки CETA-A. 14 жовтня - 6:00 36 хвилин, відновили працездатність блоку роз'ємів IUA мобільного транспортера, встановили перемички між аміачними контурами S0 і S1, встановили пристрої SPD (завершення робіт). Тривалість польоту склала 10 діб 19 годин 59 хвилин.
- Четвертий політ — STS-127 шатлі «Атлантіс». З 15 по 31 липня 2009 року як «фахівець польоту». Продовження збірки Міжнародної космічної станції[5]. Під час польоту виконав три виходи у відкритий космос: 18 липня 2009 року — тривалістю 5 годин 32 хвилини. Була підготовлена до вивантаження з відсіку шаттла експериментальна платформа (вага якої 4,1 тонни) японського дослідницького модуля «Кібо», були зняті всі транспортні кріплення і від'єднані всі кабелі. Платформа була вивантажено маніпулятором шатла, потім перехоплена роботом-маніпулятором МКС і встановлена на її місці кріплення до модуля «Кібо». 20 липня — 6 годин 53 хвилини. Астронавти розвантажили універсальну вантажну конструкцію, яка за день до цього була піднята з вантажного відсіку шатла і закріплена на зовнішній стороні станції. На універсальної вантажний конструкції на станцію були доставлені: антена Ku-діапазону, насос для системи охолодження станції і привід для рухомий візки станції, на якій встановлено робот-маніпулятор станції. 22 липня — тривалістю 5 годин 59 хвилин.  Астронавти замінили чотири із шести акумуляторів на сегменті Р6 ферменной конструкції станції. Астронавтам належало працювали на найдальшому краю (приблизно на відстані 45 метрів від шлюзового модуля «Квест») ферменной конструкції, де знаходиться сегмент Р6. Тривалість польоту склала 15 діб 16 годин 44 хвилин[6].

Загальна тривалість внекорабельной діяльності (ВКД) за 7 виходів — 41 година 17 хвилин. Загальна тривалість польотів в космос — 168 днів 8:00 57 хвилин.

## Джерело
- Офіційна біографія НАСА [Архівовано 23 листопада 2013 у Wayback Machine.](англ.)